# Harlem (zespół muzyczny)
Harlem – polska grupa rockowa, założona w 1993 roku przez wokalistę Ryszarda Wolbacha, gitarzystę Krzysztofa Jaworskiego, perkusistę Jarosława Zdankiewicza oraz basistę Wiesława Sałatę.

## Historia
Grupa Harlem została założona w 1993 roku, w 1994 Wiesława Sałatę zastąpił Stanisław Czeczot nadając zespołowi późniejsze brzmienie. 
W 1995 zespół nagrał w Pro Sound studia Radia Olsztyn swoją debiutancką płytę pod tytułem Lustra, wydaną nakładem EurocomMusic.
Płyta promowana była trzema teledyskami, z których największą popularnością zdobył obraz do piosenki Hedone w reżyserii Jerzego „Grabora” Grabowskiego.
Drugą płytą zespołu była Bezsenne noce wydane w 1998 roku przez NewAction/Pomaton EMI. Nagrana w lubelskim Studio Hendrix pod okiem Jerzego Janiszewskiego. Piosenki  Kora i Jak lunatycy opatrzone teledyskami w reżyserii Zbigniewa Rybczyńskiego zajęły najwyższe miejsca na radiowych i telewizyjnych listach przebojów. W nagraniu Jak lunatycy wystąpił Krzysztof Cugowski.
w 2000 zespół wydał Kolejną płytę Amulet nakładem Pomaton EMI, a nagrana została w większości w Studio Hendrix. Utwory Coś piłem oraz Kiedy góral umiera zarejestrowano w Studio 7 u Jarosława Zawadzkiego w Piasecznie. Gościem specjalnym na płycie był Maciej Balcar. Jego głos słychać między innymi w takich piosenkach jak Biegnę, Wierzę w siebie. Na płycie zaśpiewał również gitarzysta Krzysztof „Dżawor” Jaworski w piosenkach Czekając na miłość oraz Wyspa róż. Płyta była promowana teledyskami Biegnę, Wierzę w siebie oraz teledysk nagrany w Tatrach do utworu Kiedy góral umiera.
W latach 2001–2002 Radosław Zagajewski zastąpił Stanisława Czeczota. Później jego miejsce zajął Wojciech „Puzon” Kuzyk, który współpracował z takimi wykonawcami, jak Kasia Kowalska, Urszula i Tadeusz Nalepa. Piosenka Jesteś moim domem, która znalazła się na jubileuszowej płycie Ten Harlem nagrana jest już z jego udziałem.

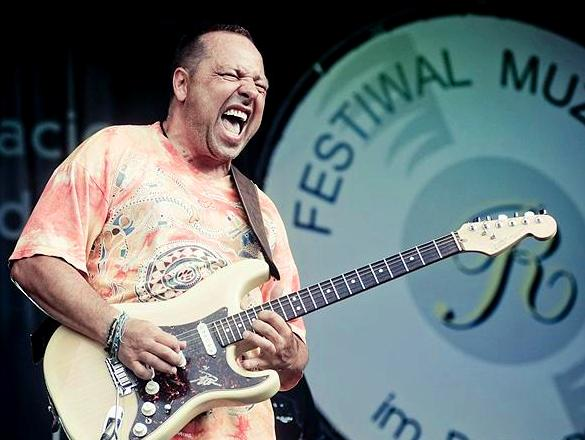
Krzysztof „Dżawor” Jaworski

26 czerwca 2004 roku zespół wystąpił jako support zespołu Deep Purple na stadionie Legii w Warszawie.
Piąta płyta Niebo nade mną wydana w 2007 roku zawierała 13 utworów utrzymanych w konwencji muzyki gitarowej. W utworze You're in Love Again wystąpił pochodzący z nowojorskiego Harlemu Dean Bowman (współpracownik Johna Scofielda; Madonna powiedziała o nim, że „ma głos z nieba”). Po raz kolejny na płycie zaśpiewał wokalista Dżemu – Maciej Balcar w duecie z Ryszardem Wolbachem w piosence Marka Grechuty Świat w obłokach. W nagraniu tej piosenki wziął udział kameralny Chór ProForma pod dyrekcją Marcina Wawruka. Kolejny duet to Piotr Cugowski (Bracia) i Ryszard Wolbach. Album promowały teledyski You're in Love Again, Świat w obłokach i Przywitaj ze mną nowy dzień.
W 2008 z zespołem rozstał się Ryszard Wolbach, który dołączył do reaktywowanego Babsztyla. Jego miejsce na krótko zajął były wokalista Dżemu Jacek Dewódzki, ale od wiosny 2010 roku wokalistą Harlemu został Jakub „Qbek” Weigel. Pierwszym zarejestrowanym z jego udziałem utworem był wydany w maju 2010 roku okazjonalny singiel i teledysk Mamo, nasza mamo z repertuaru Czesława Niemena i Niebiesko-Czarnych. W listopadzie 2010 roku zespół poszerzył skład o dodatkowego wokalistę i gitarzystę - Marcina Czyżewskiego. W styczniu 2011 roku z powodów osobistych swoją działalność w grupie zawiesił Jarosław Zdankiewicz. Zastąpił go perkusista Dominik Jędrzejczyk.

## Skład
- Krzysztof „Dżawor” Jaworski – gitara elektryczna
- Jakub Weigel „Qbek” – śpiew
- Cezary „Kaz” Kaźmierczak – instrumenty klawiszowe
- Stanisław Czeczot – gitara basowa
- Dominik Brzuzy-Jędrzejczyk – perkusja
- Paweł Bomert – gitara basowa
- Wiesław Sałata – gitara basowa
- Radosław Zagajewski – gitara basowa
- Ryszard „Rudy” Wolbach  – śpiew, gitara akustyczna
- Jacek Dewódzki – śpiew, gitara akustyczna
- Jarosław „Jarcyś” Zdankiewicz  – śpiew, perkusja
- Marcin Czyżewski – śpiew, gitara akustyczna
- Wojciech „Puzon” Kuzyk – gitara basowa

## Dyskografia

### Albumy
- Lustra (1995)
- Bezsenne noce (1998)
- Amulet (2000)
- Ten Harlem (2004)
- Niebo nade mną (2007)
- Przebudzenie (2013)
- Złota kolekcja: Przeznaczenie / Droga (2013)
- Nieznany świt (2022)

### Notowane utwory
| Rok  | Tytuł             | Pozycja na liście |
| Rok  | Tytuł             | PRO               |
| ---- | ----------------- | ----------------- |
| 2014 | Nie zapomnij mnie | 13                |